# Onthophagus janssensi
Onthophagus janssensi är en skalbaggsart som beskrevs av Frey 1958. Onthophagus janssensi ingår i släktet Onthophagus och familjen bladhorningar. Inga underarter finns listade i Catalogue of Life.